# Les Garçons sauvages
Pour plus de détails, voir Fiche technique et Distribution.
Les Garçons sauvages est un film fantastique français réalisé par Bertrand Mandico, sorti en 2017. Il est présenté pour la première fois en section Semaine internationale de la critique (it) à la Mostra de Venise 2017 puis projeté dans de nombreux festivals avant d'être distribué en salles en 2018.
Librement adapté du roman de William S. Burroughs Les Garçons sauvages : Un livre des morts, le film conte l'histoire de cinq jeunes garçons de bonne famille qui, après avoir violé et tué une enseignante dont ils sont amoureux, sont condamnés à être pris en charge par un capitaine qui les embarque sur son bateau et les amène sur une île mystérieuse, l'île des Robes, où ils vont être progressivement transformés en femmes.

## Synopsis
Sur une plage, la nuit, le jeune Tanguy, qui possède un sein de femme, fait face à un chien à tête d'homme avant d'être violé par un groupe de marins qui viennent de débarquer.
Quelque temps auparavant, dans l’île de La Réunion, Tanguy faisait partie d'un clan de cinq jeunes garçons issus de familles riches, habitués des mauvais coups. Un jour, se sentant possédés par un esprit qu'ils appellent Trevor, ils torturent et causent la mort de leur professeure de lettres, pour qui ils organisaient une performance théâtrale. Ils échappent à la prison en camouflant le meurtre en accident et en affirmant que c'était leur enseignante qui les avait manipulés et avait abusé d'eux. Mais leurs parents les confient à un capitaine de bateau qui promet de les rendre doux comme des agneaux.
Le traitement consiste en un voyage de deux mois sur un voilier. Enchaînés par le cou comme des chiens, les garçons sont obligés d'obéir au capitaine qui les humilie et les force à manger des fruits étranges. Le capitaine tente d'attirer dans sa cabine l'un des garçons, Hubert. Un autre garçon, Jean-Louis, est attaqué par le chien du capitaine, qui meurt lors de la lutte.
Le bateau fait escale dans une île à la végétation luxuriante où les dangers sont multiples. Le capitaine laisse les garçons dans une forêt où la végétation leur offre des satisfactions aussi bien gustatives que sexuelles. Suivi sans le savoir par Hubert, il retrouve Séverine, une scientifique qui organise secrètement toute cette opération. Séverine repère Hubert et le capture, ordonnant au capitaine de quitter l'île.
Le capitaine reprend la mer avec les quatre autres garçons, mais néglige de les attacher. Ceux-ci se rebellent lors d'une tempête et attaquent le capitaine, constatant qu'il a un sein de femme malgré sa virilité affichée. Vaincu, le capitaine tombe à la mer et les garçons réussissent à revenir sur l'île pour goûter de nouveau à ses plaisirs.
Ils y retrouvent Hubert et le docteur, mais une transformation étonnante touche progressivement les garçons : leurs seins poussent et leur sexe masculin tombe. Les voilà filles, sauf Tanguy dont la transformation se limite à la croissance d'un sein unique. Séverine explique qu'elle était elle-même homme autrefois (le docteur Séverin) et qu'elle a conçu un plan pour adoucir les hommes en les transformant en femmes grâce aux fruits de l'île.
C'est à ce moment que survient un autre bateau. Les marins violent Tanguy, mais sont ensuite massacrés par les autres garçons devenus filles. Elles les remplacent sur leur bateau où elles semblent prendre le pouvoir. Tanguy choisit de rester sur l'île, décidant de devenir lui-même le capitaine.
Les quatre jeunes femmes, accompagnées par Séverine, arrivent sur la côte. Nue face à des hommes, Séverine leur conseille de ne jamais être vulgaire.
Dans la scène post-générique, Tanguy découvre sur l'île un chien qui ressemble à celui du capitaine.

## Fiche technique
Sauf indication contraire, les informations mentionnées dans cette section peuvent être confirmées par les bases de données cinématographiques IMDb et Allociné,  présentes dans la section « Liens externes ».
- Titre : Les Garçons sauvages
- Réalisation : Bertrand Mandico
- Scénario : Bertrand Mandico, librement adapté du roman de William S. Burroughs Les Garçons sauvages - Un livre des morts
- Musique : Pierre Desprats
- Photographie : Pascale Granel
- Montage : Laure Saint-Marc
- Costumes : Sara Topialan
- Production : Emmanuel Chaumet
  - Production déléguée : Mathilde Delaunay
- Société de production : Ecce Films, en association avec les SOFICA Cinémage 10 et Cinéventure 1
- Société de distribution : UFO Distribution
- Pays de production :  France
- Langues originales : français et anglais
- Genre : fantastique
- Durée : 110 minutes
- Dates de sortie : 
  - Italie : 4 septembre 2017 (Mostra de Venise)
  - France : 7 septembre 2017 (L'Étrange Festival) ; 28 février 2018 (sortie nationale)
- Certification :
  - France : interdit aux moins de 12 ans avec avertissement lors de sa sortie en salles

## Distribution
Sauf indication contraire, les informations mentionnées dans cette section peuvent être confirmées par les bases de données cinématographiques IMDb et Allociné,  présentes dans la section « Liens externes ».
- Pauline Lorillard : Romuald
- Vimala Pons : Jean-Louis
- Diane Rouxel : Hubert
- Anaël Snoek : Tanguy
- Mathilde Warnier : Sloan
- Sam Louwyck : le capitaine
- Elina Löwensohn : le docteur Séverin / Séverine
- Nathalie Richard : la prof de lettres
- Christophe Bier : le procureur
- Margaux Fabre : Octavio
- Lola Créton : narratrice (voix)
- Felipe Salazar : un marin

Parmi les petits rôles, on voit apparaître entre autres les auteurs réunionnais de bande dessinée Olivier Appollodorus et Serge Huo-Chao-Si[réf. nécessaire].

## Accueil

### Accueil critique
Selon Éric Vernay dans Première, « ce conte pour adultes séduit le plus souvent », tandis que Jacques Morice, dans Télérama, apprécie « la sensualité aussi perverse que taquine que dégage la moindre image. »
Pour Serge Kaganski, dans Les Inrockuptibles, on assiste à « un tourbillon de liberté, d’aventure, de poésie et d’érotisme ».
Pour Marcos Uzal de Libération, « c’est une fausse histoire de pirates, dont le trésor serait le film. »
Pour Stéphane du Mesnildot des Cahiers du cinéma, le film est « étincelant comme un diamant, et traversé d’éclats technicolors sidérants. »
Le film est élu, en 2018, numéro 1 du Top 10 des Cahiers du cinéma.
Un chapitre de l’essai de Christophe Becker Géométrie de la souffrance: Genesis P-Orridge + William S. Burroughs est consacré à l’adaptation du roman Les Garçons sauvages : Un livre des morts (1971) par Bertrand Mandico (pp. 293–299).

### Box-office
- France : 51 230 entrées[5]

## Distinctions

### Récompenses
- Festival du film Nuits noires de Tallinn : Prix Rebel
- Festival du nouveau cinéma de Montréal : Grand prix des Nouveaux alchimistes
- FIFIB Bordeaux : Grand prix compétition internationale et Prix Erasmus-jeunesse
- Festival du film de Belfort - Entrevues : Prix Gérard Frot-Coutaz
- Festival d'Istanbul : Grand prix
- Festival du film de Séville : Grand prix
- Prix Louis-Delluc du premier film 2018, ex-æquo avec Jusqu'à la garde

### Sélections
- Mostra de Venise 2017 : en compétition pour le Queer Lion
- L'Étrange Festival 2017 : sélection en compétition officielle
- Festival international du film de Thessalonique 2017 : sélection en section Round Midnight
- Festival Premiers Plans d'Angers 2018 : sélection en compétition officielle

### Nominations
- Magritte 2019 : Magritte du meilleur espoir féminin pour Anaël Snoek